# Tremblement de terre à Tangshan
Pour plus de détails, voir Fiche technique et Distribution.
Tremblement de terre à Tangshan (唐山大地震, Tang shan da di zhen) est un film chinois réalisé par Feng Xiaogang, sorti en 2010. Il est inspiré du séisme de 1976 à Tangshan.

## Synopsis
En juillet 1976, un tremblement de terre détruit la ville chinoise de Tangshan. Li Yuanni doit décider de sauver un de ses deux enfants. Elle choisit son fils et l'élève seule; toutefois, sa fille survit à la catastrophe. Prise pour une orpheline, elle est adoptée et part vivre dans une autre ville. Trente ans plus tard, la mère et les jumeaux vivent traumatisés et accablés de culpabilité sans se douter qu'ils ont survécu chacun de leur côté.

## Fiche technique
- Titre : Tremblement de terre à Tangshan
- Titre original : 唐山大地震 (Tang shan da di zhen)
- Réalisation : Feng Xiaogang
- Scénario : Si Wu et Zhang Ling
- Musique : Wang Liguang
- Photographie : Lü Yue
- Montage : Xiao Yang
- Production : Guo Yanhong, Han Sanping (en), Wang Zhongjun, Yao Jianguo et Zhao Haicheng
- Société de production : China Film Group Corporation, Huayi Brothers Media, Shanghai Film Group, Zhejiang Television, Media Asia Films, Emperor Film Production et Tangshan Broadcast and Television Media
- Société de distribution : Huayi Brothers Media (Chine), China Lion Film Distribution (États-Unis)
- Pays :  Chine
- Genre : Drame et catastrophe
- Durée : 135 minutes
- Dates de sortie : 
  -  Chine : 22 juillet 2010
  -  États-Unis : 29 octobre 2010

## Distribution
- Xu Fan : Li Yuanni
- Zhang Jingchu : Fang Deng / Wang Deng
- Li Chen : Fang Da
- Zhang Zifeng : Fang Deng jeune
- Zhang Jiajun : Fang Da jeune
- Lu Yi : Yang Zhi
- Zhang Guoqiang : Fang Daqiang
- Wang Ziwen : Xiao He
- Yang Lixin : Lao Niu
- Lü Zhong : la grand-mère
- Jin Chen : Dong Guilan (la mère adoptive de Deng)

## Distinctions
- Asian Film Awards 2011 : Meilleure actrice pour Xu Fan, Meilleurs effets spéciaux et Meilleur réalisateur de succès au box-office[1]